# Raymond Talleux
Raymond Talleux, né le 2 mars 1901 à Boulogne-sur-Mer (Pas-de-Calais) et mort le 21 mars 1982 à Saint-Martin-Boulogne (Pas-de-Calais), est un rameur français. 

## Biographie
Raymond Talleux a remporté la médaille d'argent en quatre avec barreur aux Jeux olympiques d'été de 1924 à Paris. Il a aussi participé à l'épreuve de deux avec barreur, où il a terminé à la quatrième place.